# Lorenzo Colombo
Lorenzo Colombo (Legnano, 13 de setembro de 2000) é um automobilista italiano.

## Carreira

### Campeonato de Fórmula 3 da FIA
Em 5 de fevereiro de 2021, foi anunciado que Colombo havia sido contratado pela equipe Campos Racing para a disputa do Campeonato de Fórmula 3 da FIA de 2021.